# Spilostethus
Spilostethus is een geslacht van wantsen uit de familie bodemwantsen (Lygaeidae). Het geslacht werd voor het eerst wetenschappelijk beschreven door Stål in 1868.

## Soorten
Het genus bevat de volgende soorten:

- Spilostethus altivolens Linnavuori, R., 1978
- Spilostethus amaenus (Bolivar, 1879)
- Spilostethus campbelli (Distant, 1918)
- Spilostethus consanguineus (Montandon, A.L., 1893)
- Spilostethus crudelis Fabricius, J.C., 1781
- Spilostethus decoratus (Stål, 1866)
- Spilostethus furculus (Herrich-Schaeffer, G.H.W., 1850)
- Spilostethus hospes (Fabricius, 1794)
- Spilostethus lemniscatus (Stål, C., 1855)
- Spilostethus longiceps Linnavuori, R., 1978
- Spilostethus longulus (Dallas, 1852)
- Spilostethus macilentus Stål, C., 1874
- Spilostethus merui Scudder, G.G.E., 1962
- Spilostethus mimus (Stål, 1865)
- Spilostethus montislunae Bergroth, E., 1914
- Spilostethus nasalis (Gerstaecker, 1873)
- Spilostethus pacificus (Boisduval, 1835)
- Spilostethus pandurus (Scopoli, 1763)
- Spilostethus rivularis (Germar, 1838)
- Spilostethus rubriceps (Horvath, 1899)
- Spilostethus saxatilis (Scopoli, 1763)
- Spilostethus stehliki Decker, 2013
- Spilostethus taeniatus (Stål, C., 1865)
- Spilostethus trilineatus (Fabricius, J.C., 1794)
- Spilostethus wadiarabae Carapezza, 2002